# Семь часов до приговора
«Семь часов до приговора» — кинофильм Бо Бриджеса.

## Сюжет
Судья Джон Иден в силу отсутствия доказательств отпускает на волю банду жестоких убийц. Дэвид Рирдон, обезумевший вдовец, чья жена стала жертвой этой банды, жаждет расправы с преступниками. Чтобы достичь своей цели и одновременно отомстить судье за его приговор, он похищает его жену Лизу и даёт Идену семь часов, чтобы тот проник в самый криминогенный район города и привлёк убийц, скрывающихся там, к ответу.

## В ролях
- Бо Бриджес — Джон Иден
- Рон Либман — Дэвид Рирдон
- Джулианна Филлипс — Лиза Иден